# Diocesi di Juazeiro
La diocesi di Juazeiro (in latino Dioecesis Iuazeiriensis) è una sede della Chiesa cattolica in Brasile suffraganea dell'arcidiocesi di Feira de Santana. Nel 2021 contava 416.400 battezzati su 518.966 abitanti. È retta dal vescovo Valdemir Vicente Andrade Santos.

## Territorio
La diocesi comprende 9 comuni nella parte settentrionale dello stato brasiliano di Bahia: Juazeiro, Campo Alegre de Lourdes, Casa Nova, Curaçá, Pilão Arcado, Remanso, Sento Sé, Sobradinho e Uauá.
Sede vescovile è la città di Juazeiro, dove si trova la cattedrale di Nostra Signora delle Grotte.
Il territorio si estende su 57.801 km² ed è suddiviso in 17 parrocchie.

## Storia
La diocesi è stata eretta il 22 luglio 1962 con la bolla Christi Ecclesia di papa Giovanni XXIII, ricavandone il territorio dalle diocesi di Barra e di Bonfim.
Originariamente suffraganea dell'arcidiocesi di San Salvador di Bahia, il 16 gennaio 2002 è entrata a far parte della provincia ecclesiastica di Feira de Santana.
Il 17 giugno 2011 in virtù del decreto Quo aptius della Congregazione per i vescovi ha acquisito il comune di Uauá dalla diocesi di Paulo Afonso.

## Cronotassi dei vescovi
Si omettono i periodi di sede vacante non superiori ai 2 anni o non storicamente accertati.
- Tomás Guilherme Murphy, C.SS.R. † (16 ottobre 1962 - 29 dicembre 1973 dimesso)
- José Rodrigues de Souza, C.SS.R. † (12 dicembre 1974 - 4 giugno 2003 ritirato)
- José Geraldo da Cruz, A.A. † (4 giugno 2003 - 7 settembre 2016 ritirato)
- Carlos Alberto Breis Pereira, O.F.M. (7 settembre 2016 succeduto - 8 novembre 2023 nominato arcivescovo coadiutore di Maceió)
- Valdemir Vicente Andrade Santos, dall'11 luglio 2024

## Statistiche
La diocesi nel 2021 su una popolazione di 518.966 persone contava 416.400 battezzati, corrispondenti all'80,2% del totale.
| anno | popolazione | popolazione | popolazione | presbiteri | presbiteri | presbiteri | presbiteri                | diaconi | religiosi | religiosi | parrocchie |
| anno | battezzati  | totale      | %           | numero     | secolari   | regolari   | battezzati per presbitero | diaconi | uomini    | donne     | parrocchie |
| ---- | ----------- | ----------- | ----------- | ---------- | ---------- | ---------- | ------------------------- | ------- | --------- | --------- | ---------- |
| 1966 | 165.000     | 177.000     | 93,2        | 11         | 1          | 10         | 15.000                    |         | 3         | 5         | 9          |
| 1970 | 150.000     | 194.000     | 77,3        | 14         | 4          | 10         | 10.714                    |         | 13        | 7         | 10         |
| 1976 | 185.000     | 220.000     | 84,1        | 14         | 5          | 9          | 13.214                    |         | 10        | 16        | 12         |
| 1980 | 218.000     | 261.000     | 83,5        | 12         | 4          | 8          | 18.166                    |         | 11        | 21        | 12         |
| 1990 | 283.000     | 324.000     | 87,3        | 17         | 11         | 6          | 16.647                    |         | 6         | 22        | 12         |
| 1999 | 327.000     | 374.000     | 87,4        | 16         | 9          | 7          | 20.437                    |         | 7         | 25        | 12         |
| 2000 | 332.000     | 379.000     | 87,6        | 16         | 8          | 8          | 20.750                    |         | 8         | 25        | 12         |
| 2001 | 336.000     | 384.000     | 87,5        | 16         | 9          | 7          | 21.000                    |         | 7         | 25        | 12         |
| 2002 | 350.000     | 419.674     | 83,4        | 19         | 13         | 6          | 18.421                    |         | 6         | 23        | 12         |
| 2003 | 350.000     | 419.674     | 83,4        | 18         | 13         | 5          | 19.444                    |         | 6         | 24        | 13         |
| 2004 | 364.765     | 423.708     | 86,1        | 20         | 15         | 5          | 18.238                    |         | 6         | 24        | 13         |
| 2006 | 373.000     | 433.000     | 86,1        | 24         | 20         | 4          | 15.541                    |         | 4         | 18        | 13         |
| 2013 | 410.000     | 512.000     | 80,1        | 26         | 22         | 4          | 15.769                    |         | 4         | 10        | 13         |
| 2016 | 407.432     | 507.812     | 80,2        | 33         | 29         | 4          | 12.346                    |         | 4         | 7         | 16         |
| 2019 | 429.750     | 535.600     | 80,2        | 33         | 31         | 2          | 13.022                    |         | 3         | 17        | 17         |
| 2021 | 416.400     | 518.966     | 80,2        | 27         | 25         | 2          | 15.422                    | 1       | 3         | 17        | 17         |